# Мошак Мирослав Іванович
Миросла́в Іва́нович Моша́к (* 2 травня 1958, село Юр'ямпіль Борщівського району Тернопільської області) — український краєзнавець, видавець.

## Біографічні відомості
Закінчив 1976 року Миколаївське суднобудівне училище, 1983 року — Борщівський технікум механізації сільського господарства (нині Борщівський агротехнічний коледж), 1988 року — Хмельницький технологічний інститут побутового обслуговування (нині — Хмельницький національний університет; фах — технологія машинобудування, інженер-механік).
Від 1983 року живе й працює в Кам'янці-Подільському.
У 1986–1992 роках працював інженером-технологом Кам'янець-Подільського приладобудівного заводу. Від 1992 року вчений секретар Кам'янець-Подільської фундації, від серпня 1995 року — директор Кам'янець-Подільської художньо-промислової школи (школа припинила існування у вересні 1997 року).
Засновник і директор приватного поліграфічного підприємства «Художньо-виробничі майстерні імені Володимира Гагенмейстера».
2006 року заснував видавництво «Медобори-2006».
Голова історико-культурологічного Подільського братства. З ініціативи Мирослава Мошака Подільське братство перевидало збірку Костя Широцького «Подільські колядки та щедрівки», короткий історичний нарис Дмитра Дорошенка «Про минулі часи на Поділлю», видало за машинописним текстом, що зберігається в інституті рукописів при бібліотеці імені Вернадського в Києві, «Нарис до історичної топографії міста Кам'янця-Подільського та його околиць» Юхима Сіцінського, а також видало чотири номери інформаційного вісника «Подільське братство», три книги подільських легенд, записаних Тамарою Сис.
Депутат Кам'янець-Подільський міської ради 4-го (24-го) скликання (2002–2006).

## Краєзнавчі публікації

### Книги
- Сатанівська здоровниця та подорож туристичними стежками Поділля. — Кам'янець-Подільський, 2008. — 120 с.
- Маківська здравниця: Історичні нариси та подорож туристичними стежками Поділля. — Кам'янець-Подільський, 2008. — 128 с.
- Краєзнавчими стежками Поділля. — Кам'янець-Подільський, 2013. — 320 с.
- Великий Подолянин. Біографія, спогади, документи та листування Юхима Йосиповича Сіцінського. — Кам'янець-Подільський: ПП «Медобори-2006», 2014. — 408 с.

### Статті
- Кам'янецьке вогнище культури // Подільське братство: Інформаційний вісник. — № 1. — Кам'янець-Подільський, 1991. — С. 6—7.
- Подільський історик мистецтва // Кам'янець-Подільський вісник. — 1992. — 6 червня. — С. 3.
- Штрихи до портрету Костя Широцького // Подільське братство: Інформаційний вісник. — № 2. — Кам'янець-Подільський, 1992. — С. 12—13.
- Четвероєвангеліє перекладу П. Морачевського. Шлях до видання // Культура Поділля: історія і сучасність. — Хмельницький, 1993. — С. 111—113.
- Ю. Сіцінський — діяч українського національного руху на Поділлі // Духовні витоки Поділля: творці історії краю. — Хмельницький, 1994. — С. 59—62.
- Четвероєвангеліє в перекладі Пилипа Морачевського. Шлях до видання // Подільське братство. — № 4. — Кам'янець-Подільський, 1995. — С. 48—56.
- Співпраця М. Петрова та Ю. Сіцінського на ниві дослідження подільської старовини // Матеріали IX Подільської історико-краєзнавчої конференції. — Кам'янець-Подільський, 1995. — С. 296—299.